# إضفاء المثالية وإنقاص القيمة
إضفاء المثالية وإنقاص القيمة (بالإنجليزية: Idealization and devaluation) هي مصطلحات يشيع استخدامها في نظرية التحليل النفسي، فعندما يكون الفرد غير قادر على دمج المشاعر الصعبة، فإن هناك دفاعات نفسية محددة تمكنه من التغلب على المواقف التي يتصور الشخص أنها لا يمكن تحملها، وتسمي الدفاعات التي تمكن الشخص من ذلك باسم الانفصام، وهو الميل إلى استعراض أو رؤية الأحداث أو الأشخاص إما أنه جيدة كلية أو سيئة كلية، وتسمي الأولي إضفاء المثالية وهي آلية نفسية يقوم الشخص خلالها باضفاء مشاعر أو صفات إيجابية مبالغ فيها تجاه ذاته أو غيره، وبالعكس تسمي الثانية إنقاص القيمة وذلك باستعراض أو رؤية الأشخاص أو الأحداث كلها بشكل سيئ بالكلية، ينسب الشخص صفات أو مشاعر سلبية مبالغ فيها إلى الذات أو الآخرين.
يعد كلا إضفاء المثالية وإنقاص القيمة أثناء المراحل الأولي لنمو الطفل أمر طبيعي تماما، وبعد فترة النمو في مرحلة الطفولة، يصبح الفرد قادر على إدراك الآخرين كهياكل أو مركبات أو أشكال معقدة، تحتوي على مكونات جيدة وسيئة في الوقت ذاته، ولكن إذا قوطعت هذه المرحلة من النمو (على سبيل المثال عن طريق صدمة في مرحلة الطفولة المبكرة)، فقد تستمر هذه الدفاعات في مرحلة البلوغ.

## سيغموند فرويد
ظهر مصطلح إضفاء المثالية لأول مرة متصلا بتعريف فرويد للنرجسية، وكانت رؤية فرويد تتضمن أن كل رضيع يمر عبر المرحلة النرجسية الأولية التي يفترض الرضيع فيها أنه مركز الكون، وللحصول على حب الوالدين فإن الطفل يفعل ما يعتقد أنه ذو قيمة للوالدين، وباستدماج أو استبطان هذه القيم فإن الطفل يشكل الأنا المثالية. وتحتوي هذه الأنا المثالية علي قواعد السلوكيات الجيدة ومعايير التميز التي تسعى الأنا نحوها، وعندما لا يتمكن الطفل من تحمل التناقض بين الذات الحقيقية والأنا المثالية، فإنه يستخدم الدفاعات بصورة متكررة فيصبح الأمر وقتها مرضي، وسمي فرويد هذه الحالة بالنرجسية الثانوية، لأن الأنا نفسها قد تم اضفاء المثالية عليها.

## هاينز كوهوت
جاء هاينز كوهوت (Heinz Kohut) بمفاهيم اعتبرت امتدادا لنظرية فرويد عن النرجسية، ويعتبر اضفاء المثالية بالنسبة لكوهوت في مرحلة الطفولة هو الآلية السليمة، فإذا فشل الآباء في توفير فرص ملائمة (النرجسية صحية) والانعكاس (كيفية التعامل مع الواقع)، فإن الطفل لا يتطور إلى ما بعد مرحلة النمو حيث يرى نفسه عظيما، ولكنه يظل معتمدا علي الآخرين لتوفر تقدير الذات.

## أوتو كيربيرج
وفر أوتو كيربيرج (Otto Kernberg) مناقشة مستفيضة عن إضفاء المثالية بجانبيها الدفاعي والتكيفي، وصاغ مفهوم إضفاء المثالية على أنه يتضمن إنكار الخصائص غير المرغوب فيها في غرض ما، ثم تعزيز أو دعم الغرض من خلال إبراز الرغبة الجنسية الخاصة أو السلطة المطلقة وإسقاطها عليه، واقترح خط نمو يمثل بدايته الشكل الطبيعي لإضفاء المثالية ويمثل الطرف الآخر الشكل المرضي، حيث أنه في الشكل المرضي فإن الشخص يرى الآخرين إما خير تماما أو شر تماما، وبالتالي يدعم إضفاء المثالية وإنقاص القيمة، ويصاحب إضفاء المثالية الاضطرابات الحدية في هذه المرحلة.